# Kreuz Hannover-Ost
Kreuz Hannover-Ost is een knooppunt in de Duitse deelstaat Nedersaksen.
Op dit knooppunt kruist de A2 Kreuz Oberhausen-Dreieck Werder de A7 Flensburg-Füssen.

## Configuratie
Knooppunt
Het knooppunt is klaverbladknooppunt met rangeerbanen voor beide snelwegen.
Rijstrook
Ter hoogte van het knooppunt hebben beide snelwegen 2+3+3+2 rijstroken. Alle verbindingswegen hebben één rijstrook.

## Geografie
Het knooppunt ligt ten noordoosten van de stad Hannover in de stad Lehrte. Nabijgelegen steden zijn Isernhagen, Burgdorf en Hannover.
Het knooppunt ligt 10 km ten noordoosten van het stadscentrum van Hannover, ongeveer 250 km ten westen van Berlijn en ongeveer 130 km ten zuiden van Hamburg. 
Het is een zeer belangrijk knooppunt in Europa, het vormt namelijk de verbinding tussen de oost-westverbinding A2 Nederland-Polen) en de noord-zuidverbinding A7 Denemarken-Oostenrijk.

## Verkeersintensiteiten
Dagelijks passeren ongeveer 145.000 voertuigen het knooppunt. Het behoord daarmee tot de drukste in Nedersaksen.
| Van                         | Naar                      | Gemiddeld aantal voertuigen per dag | Percentage vrachtverkeer |
| --------------------------- | ------------------------- | ----------------------------------- | ------------------------ |
| AK Hannover-Buchholz (A 2)  | AK Hannover-Ost           | 83.400                              | 20,8%                    |
| AK Hannover-Ost             | AS Lehrte (A2)            | 89.800                              | 24,2%                    |
| AK Hannover/Kirchhorst (A7) | AK Hannover-Ost           | 58.100                              | 15,0%                    |
| AK Hannover-Ost             | AS Hannover-Anderten (A7) | 61.900                              | 16,2%                    |

## Richtingen knooppunt
| Aansluitende wegen           | Aansluitende wegen              | Aansluitende wegen                                  | Aansluitende wegen | Aansluitende wegen |
| ---------------------------- | ------------------------------- | --------------------------------------------------- | ------------------ | ------------------ |
|                              |                                 | richting Kreuz Hannover/Kirchhorst Hamburg / Bremen |                    |                    |
|                              |                                 |                                                     |                    |                    |
| richting Hannover / Dortmund | richting Braunschweig / Berlijn |                                                     |                    |                    |
|                              |                                 |                                                     |                    |                    |
|                              |                                 | richting Hannover-Anderten / Kassel                 |                    |                    |